# ロイヤルセランゴール
ロイヤルセランゴール (Royal Selangor) は、ピューターの製造・販売を行う企業。マレーシアの首都、クアラルンプールに本社を置く。1885年創業。公式名称は「ロイヤルセランゴール」だが、「ロイヤル・スランゴール」という表記も一部に見うけられる。

## 概略
主力製品は、スキットル（ヒップフラスコ）やビアマグ、ワインゴブレット、ティーセット、茶筒、お子様用マグカップ（童話シリーズ）などのテーブルウェア、フォトフレーム、アクセサリーなど。
グッド・デザイン金賞（日本産業デザイン振興会）を受賞したインテリアデザイナー、エリック・マグヌッセン（スウェーデン）のシリーズもある。
また、「コレクティブルズ」と題して、ポップカルチャーのキャラクターをあしらったフィギュア・マグカップ・ゴブレットなども展開している。

## 歴史
- 1885年 - ヨン・クーン（楊堃。楊坤ともいう）により設立[6]。
- 1970年代 - シンガポール、オーストラリアへの輸出を開始。
- 1979年 - セランゴールのスルタン（英語版）からロイヤルワラント（王室御用達）を与えられる[6]
- 1980年代 - 欧州、日本への輸出を開始。
- 1992年 - 社名を「セランゴールピューター」から「ロイヤルセランゴール」に変更（同国で、「ロイヤル」の称号を授与された民間企業は、ロイヤルセランゴールを含め三社のみ）
- 2002年 - グッドデザイン賞（商品デザイン部門）を受賞[7]

## ビジターセンター
外国人観光客向けに製品を展示・製造体験・販売するための施設としてビジターセンターを設けている。入口には世界最大のピューター製ビールジョッキが展示されている。ギネスブックにも登録されている。